# Helmut Senf
Helmut Senf (* 9. August 1933 in Mühlhausen/Thüringen; † 24. Februar 2025 in Sassnitz) war ein deutscher Metallgestalter und Maler. Er galt als wichtiger Vertreter der konkreten Kunst in Ostdeutschland.

## Leben und Werk
Senf verbrachte seine Kindheit und Jugend in Roßwein. Er absolvierte ab 1948 eine Lehre als Dekorationsmaler und arbeitete bis 1953 als Werbegrafiker. Eigentlich wollte er dann Malerei studieren. Aber weil in der DDR auch die Vergabe von Studienplätzen nach Bedarf geplant wurde, kam Senf nach seiner Bewerbung auf die Liste der Metallformgestalter an der Burg Giebichenstein. Von 1953 bis 1957 studierte er bei Lili Schultz in der Fachrichtung Email-Gestaltung des Instituts für künstlerische Werkgestaltung Burg Giebichenstein, der heutigen Burg Giebichenstein Kunsthochschule Halle. Daneben machte er eine Berufsausbildung als Emailleur, die er mit dem Gesellenbrief abschloss. Nach dem Studienabschluss arbeitete Senf bis 1961 als Emailleur und Gürtler in den Kirchlichen Werkstätten für Restaurierung Erfurt und fertigte und restaurierte sakrale Gegenstände. Daneben war er Gastschüler von Karl Müller in Giebichenstein. Von 1961 bis 1978 arbeitete Senf in Erfurt als freischaffender Metall-, Email- und Schmuckgestalter. Er fertigte profane und sakrale Arbeiten, so 1964 ein großes Kruzifix aus emailliertem Kupfer für die Potsdamer Erlöserkirche, das dort über dem Altartisch hängt, und freie künstlerische Werke. Senf entwickelte sein Werk von der kunsthandwerklichen Metallgestaltung zur freien Kunst. Er betätigte sich immer auch als Maler und Zeichner. In den 1980er-Jahren begann er mit konkreter Malerei, u. a. als Tafelbilder in Öl- und Acryl, Siebdrucke, Holzschnitte und in Email.
1964 gehörte Senf zu den Gründern der Erfurter Ateliergemeinschaft, die bis 1974 Ausstellungen mit non-konformer und kritischer Kunst organisierte. Er bewegte sich stets zwischen Kunsthandwerk und freier Kunst.
Senf war maßgeblich an der Entwicklung der Stahlplastik für den öffentlichen Raum in der DDR beteiligt, insbesondere durch die mit Irmtraud Ohme initiierten und organisierten Stahlgestalter-Symposien im VEB Chemieanlagenbau Staßfurt. Er nahm von 1977 bis 1987 an allen sechs dieser Symposien und 1984, 1986 und 1988 an den Schmuck-Symposien Erfurt teil.
Von 1979 bis 1990 war Senf in Giebichenstein im Fachbereich Metall/Email Lehrbeauftragter für Gefäßgestaltung.
Der Bezirksvorstand Erfurt des Verbands Bildender Künstler betonte 1988 Senfs „hervorragende künstlerische Potenzen“ und sein „breites gesellschaftliches Engagement für unseren Staat“.
Senf hatte in der DDR und im Ausland eine bedeutende Zahl von Einzelausstellungen und Ausstellungsbeteiligungen, u. a. 1962 bis 1988 von der Fünften Deutschen Kunstausstellung bis zur X. Kunstausstellung der DDR in Dresden. Nach der deutschen Wiedervereinigung konnte Senf seine Arbeit mit großem Erfolg fortsetzen, u. a. mit Plastiken im öffentlichen Raum. Er fertigte diese Arbeiten wegen der hohen Wetterbeständigkeit mit Vorliebe aus Industriestahl.
Nachdem er sich seit 1961 regelmäßig zum Malen auf Rügen aufhielt, zog er 1994 mit seiner Frau Irmgard nach Sassnitz. Er arbeitete weiter künstlerisch und hatte viele Ausstellungen.
Neben seiner künstlerischen Tätigkeit war Senf von 1990 bis 2010 Berufsschullehrer für Emaillieren für Goldschmiede am Berufsbildungszentrum Erfurt. Von 2007 bis 2018 hatte er einen Lehrauftrag für Fachspezifische Gestaltungslehre (Metall- und Emailgestaltung) an der Hochschule Wismar.
2016 schuf Jochen Wisotzki einen Dokumentarfilm mit dem Titel Metaller über Senf.

## Mitgliedschaften
- bis 1990: Verband Bildender Künstler der DDR
- 1990 bis 2020: Künstlergruppe D 206. Thüringer Sezession
- seit 1994: Künstlerbund Mecklenburg und Vorpommern e. V. im BKK

## Ehrungen (unvollständig)
- 1988: Verdienstmedaille der DDR
- 2009: Kulturpreis der KulturStiftung Rügen

## Selbstreflexion
„Ich betrachte meine Skulpturen als autonome Schöpfungen, die sich nicht Inhalten, gleich welcher Art zuordnen lassen.“

## Rezeption
Senf „folgt dem Leitbild der Klassischen Moderne: Funktional, klar-minimalistisch im Gerät, poetisch-abstrakt in der Bildsprache seiner Emailplatten.“
„Helmut Senf liefert keine Bilderzählungen, sondern konzentriert sich auf die Gestaltungselemente: Fläche, Linie, Volumen, Raum und Farbe.“
Susanne Burmester, Kuratorin und Galerie-Leiterin

## Öffentliche Sammlungen und Museen mit Werken Senfs (unvollständig)
- Berlin: Kunstgewerbemuseum Berlin
- Erfurt: Angermuseum
- Frankfurt/Oder: Brandenburgisches Landesmuseum für moderne Kunst
- Köln: Museum für Angewandte Kunst Köln
- Leipzig: GRASSI Museum für Angewandte Kunst
- Putbus: Kulturstiftung Rügen
- Stralsund: Kulturhistorisches Museum Stralsund

## Werke im öffentlichen Raum (unvollständig)
- Bodenplastik o. T. (1994 aufgestellt, Stahl; Rosswein, Muldenpromenade)[5]
- Skulptur o. T. (1997, Edelstahl; Erfurt, Kranichfelder Straße)
- Definierter Raum (1999, Stahlskulptur; Erfurt, Gerapark)
- Kubus o. T. (2001, Profilstahl; Neustrelitz, Am Tiergarten 2, vor der Kirche Maria, Hilfe der Christen)